# Schmalensee
Schmalensee ist eine Gemeinde im Kreis Segeberg in Schleswig-Holstein.

## Geografie und Verkehr
Die Gemeinde liegt am gleichnamigen, allerdings zur Gemeinde Bornhöved gehörenden Schmalensee etwa 21 km östlich von Neumünster in einer ländlichen und seenreichen Umgebung. Westlich verläuft die Bundesautobahn 21 von Bargteheide nach Kiel, die Bundesstraße 430 von Neumünster nach Plön führt durch das Gemeindegebiet.
Schmalensee ist anerkannter Fremdenverkehrsort.

## Politik

### Gemeindevertretung
Bei der Kommunalwahl am 14. Mai 2023 wurden insgesamt neun Sitze vergeben. Von diesen erhielt die Bürgerliche Wählergemeinschaft Schmalensee sieben Sitze und die Wählergemeinschaft Bürger für Schmalensee zwei Sitze.

### Wappen
Blasonierung: „Durch einen silbernen Wellenfaden erniedrigt von Rot und Blau geteilt, überdeckt mit einem fünfblättrigen, bewurzelten goldenen Schössling.“

## Wirtschaft
Das Gemeindegebiet ist überwiegend landwirtschaftlich geprägt. Am Ufer des Schmalensees liegt ein Erholungsschutzstreifen, der nicht bebaut werden darf.